# Yongqing (socken i Kina, Sichuan, lat 30,92, long 105,91)
Yongqing (kinesiska: 永清乡, 永清) är en socken i Kina. Den ligger i provinsen Sichuan, i den sydvästra delen av landet, omkring 180 kilometer öster om provinshuvudstaden Chengdu. Antalet invånare är 7 294. Befolkningen består av 3 419 kvinnor och 3 875 män. Barn under 15 år utgör 11,0 %, vuxna 15-64 år 72 %, och äldre över 65 år 15,0 %.
Genomsnittlig årsnederbörd är 1 339 millimeter. Den regnigaste månaden är juli, med i genomsnitt 269 mm nederbörd, och den torraste är december, med 7 mm nederbörd.